# Eunidia diversimembris
Eunidia diversimembris är en skalbaggsart som beskrevs av Stefan von Breuning 1969. Eunidia diversimembris ingår i släktet Eunidia och familjen långhorningar. Inga underarter finns listade i Catalogue of Life.